# Exorzist II – Der Ketzer
Exorzist II – Der Ketzer ist die erste Fortsetzung des Horrorfilms Der Exorzist. Der Film wurde 1977 von John Boorman inszeniert.

## Handlung
Die Handlung des Films beginnt 4 Jahre nach den Ereignissen des ersten Films. Mittlerweile befindet sich die Jugendliche Regan McNeil in Therapie bei der Psychiaterin Dr. Gene Tuskin, um die von ihr verdrängten Erlebnisse der Vergangenheit aufzuarbeiten. Mithilfe eines Synchronisators, einem elektronischen Gerät mit zwei grell blinkenden Lampen, hypnotisiert die Ärztin die Patientin Regan, um für eine Auswertung ihre innersten Albträume zu betrachten. Pater Lamont soll den Tod von Pater Merrin untersuchen und klären, wie es dazu kam, dass Regan MacNeil vom Dämon Pazuzu besessen war. Lamont reist nach Afrika und trifft auf Kokumo, einen Einheimischen, der ebenfalls wie Regan von Pazuzu besessen war. Mal erscheint ihm der weise Kokumo als wilder Eingeborener, mal als Arzt im weißen Kittel. Durch den rationalen Mediziner Kokumo erfährt Pater Lamont, dass der Dämon in Form von Heuschrecken auf der Welt umherirrt. Unterdessen wird Regan wieder vom Dämon befallen. Pater Merrin erscheint Lamont in einer Vision und bittet ihn, sich um Regan zu kümmern. Der Theologe Lamont, der sich durch eine erneute Anwendung des Hypnose-Synchronisators vorübergehend in einem nicht ansprechbaren Trance-Zustand befindet, reist mit Regan nach Washington in jene Stadtvilla, in deren Schlafzimmer das Mädchen Regan die erste dämonische Heimsuchung durchlitt. Gemeinsam gelingt es dem ungleichen Duo, Pazuzu in der einstürzenden Stadtvilla zu bezwingen.

## Kritik
Exorzist II – Der Ketzer wurde von vielen als einer der schlechtesten Filme überhaupt empfunden.
Das Lexikon des internationalen Films urteilte, dass die „schönen Bilder und Farben“ nicht das „schwache Drehbuch“ verbergen könnten. Der Film biete „nichts Neues zum Thema“. Das Time-Magazin befand, Exorzist II  bewege sich zwischen lächerlich und unbeabsichtigt komisch.
William Friedkin, der Regisseur des ersten Exorzisten, nannte die Fortsetzung das „schlimmste Stück Scheiße“, das er je gesehen habe.

## Auszeichnungen
Der Film wurde in der Kategorie Best Special Effects für den Saturn Award nominiert. Linda Blair wurde als Beste Schauspielerin für das Genre Horror nominiert, Richard Burton als Bester Schauspieler.

## Hintergrund
Der Film konnte nicht an den Erfolg seines Vorgängers anschließen und nahm weltweit rund 30,7 Millionen US-Dollar an den Kinokassen ein. 1990 folgte mit Der Exorzist III eine Fortsetzung, die inhaltlich nicht an diesen Film anschließt.